# CF Locomotiv Bălți
CF Locomotiv este un club de fotbal din Bălți, Republica Moldova, care în prezent evoluează în Divizia "B". În 2011 Locomotiv Bălți a devenit câștigătoarea Diviziei „A” 2010-2011, eșalonul secund al fotbalului moldovenesc, situându-se pe primul loc după ce a acumulat 59 de puncte. Astfel, a primit dreptul de a evolua în Divizia Națională, însă, din cauza situației financiare instabile, clubul nu a înaintat dosarul spre licențiere și a continuat evoluția în liga a doua.
Clubul CF Locomotiv Bălți a fost fondat în 1940 sau în 1946 și este unul din cele mai vechi cluburi de fotbal din Republica Moldova.

## Lotul actual
Actualizat pe 9 septembrie 2012
| Nr. |                   | Poziție | Jucător             |
| --- | ----------------- | ------- | ------------------- |
| 1   | Republica Moldova | P       | Denis Cristofovici  |
| 2   | Republica Moldova | F       | Vadim Tofan         |
| 3   | Republica Moldova | F       | Sergiu Orlov        |
| 4   | Republica Moldova | F       | Alexandru Grab      |
| 5   | Republica Moldova | M       | Vladimir Cheptinari |
| 6   | Republica Moldova | M       | Iurie Cernih        |
| 7   | Republica Moldova | M       | Dumitru Iasnogor    |
| 8   | Republica Moldova | M       | Ion Laevschi        |
| 9   | Republica Moldova | M       | Dorin Pascaru       |

| Nr. |                   | Poziție | Jucător            |
| --- | ----------------- | ------- | ------------------ |
| 11  | Republica Moldova | A       | Nicolae Cemschi    |
| 12  | Republica Moldova | A       | Ion Cuptov         |
| 13  | Republica Moldova | A       | Dumitru Scaun      |
| 14  | Republica Moldova | M       | Denis Babenco      |
| 15  | Republica Moldova | M       | Grigore Demciuc    |
| 17  | Republica Moldova | A       | Ion Istrati        |
| 18  | Republica Moldova | A       | Dumitru Maniucov   |
| 19  | Republica Moldova | A       | Victor Botnari     |
| 20  | Republica Moldova | P       | Constantin Cobilas |

## Palmares
- Divizia "A" (1): 2010-11
- Divizia "B" (1): 2006-07